# Konity
Konity (deutsch Konitten) ist ein Dorf in der polnischen Woiwodschaft Ermland-Masuren. Es gehört zur Gmina Kiwity (Landgemeinde Kiwitten) im Powiat Lidzbarski (Kreis Heilsberg).

## Geographische Lage
Konity liegt im nördlichen Westen der Woiwodschaft Ermland-Masuren, neun Kilometer südöstlich der Kreisstadt Lidzbark Warmiński (Heilsberg).

## Geschichte
Das kleine einst Konitten genannte Bauerndorf bestand aus mehreren großen und auch kleinen Höfen. 1874 wurde es in den neu errichteten Amtsbezirk Kiwitten (polnisch Kiwity) aufgenommen, der zum ostpreußischen Kreis Heilsberg im Regierungsbezirk Königsberg gehörte.
Im Jahre 1910 lebten 126 Einwohner in Konitten. Ihr Zahl stieg bis 1933 auf 148 und belief sich 1939 noch auf 128.
Im Zusammenhang der Abtretung des gesamte südlichen Ostpreußen 1945 in Kriegsfolge an Polen erhielt Konitten die polnische Namensform „Konity“. Das Dorf ist heute in die Gmina Kiwity (Landgemeinde Kiwitten) im Powiat Lidzbarski (Kreis Heilsberg), von 1975 bis 1998 der Woiwodschaft Olsztyn, seither der Woiwodschaft Ermland-Masuren eingegliedert.

## Religion
Konity ist heute wie bereits vor 1945 Konitten in die römisch-katholische Pfarrei Kiwity (Kiwitten), heute im Erzbistum Ermland gelegen, eingegliedert.
Konitten war bis 1945 außerdem in die evangelische Kirche Heilsberg in der Kirchenprovinz Ostpreußen der Kirche der Altpreußischen Union eingepfarrt, während das Dorf heute zur Diözese Masuren der Evangelisch-Augsburgischen Kirche in Polen gehört.

## Verkehr
Konity liegt an einer Nebenstraße, die bei Kierwiny (Kerwienjen) von der DW 513 abzweigt und bis nach Kobiela (Kobeln) führt. Eine von Czarny Kierz (Blumenau) kommende Straße endet in Konity.
Konity verfügt über keine Bahnstation. Von 1905 bis 1945 war „Kerwienen-Springborn“ (polnisch Kierwiny-Stoczek) die nächste Bahnstation. Sie lag an der Bahnstrecke Schlobitten–Wormditt–Heilsberg–Bischdorf–Angerburg, die nicht mehr existiert.